# Rüdiger Carl
Rüdiger Carl (Goldap, 26 april 1944) is een Duitse jazzmuzikant (klarinet, saxofoon, accordeon), componist en improvisatieartiest.

## Biografie
Carl groeide op in Kassel en leerde als kind accordeon spelen. Hij volgde een opleiding tot letterzetter bij het Bärenreiter-Verlag. Tijdens deze periode speelde hij als fluitist latinjazz en hardbop. Om zich te onttrekken aan de militaire dienst, ging hij in 1966 naar West-Berlijn, waar hij als autodidact tenorsaxofoon leerde spelen. In het circuit rond Jost Gebers benaderde hij vanaf 1968 de freejazz.
In 1970 verhuisde hij naar Wuppertal, waar hij in 1972 zijn eerste plaat King Alcohol opnam met Günter Christmann en Detlef Schönenberg. Van 1973 tot 1976 was hij lid van het Globe Unity Orchestra. In 1973 begon ook zijn langjarige samenwerking met Irène Schweizer, die meestal werd uitgebreid met Radu Malfatti, Harry Miller, Paul Lovens, Arjen Gorter en Louis Moholo (kwintet, kwartet, trio met Moholo aan de drums, duo).
In 1977 begon Carl ook een solocarrière. Met Hans Reichel speelde hij sinds hetzelfde jaar in verschillende bands (duo, later ook in het Bergisch-Brandenburgischen Quartett (met Ernst-Ludwig Petrowsky en Sven-Åke Johansson) en in de September Band (met Shelley Hirsch en Paul Lovens) en in het trio Manuela met Carlos Zingaro). In 1978 begon een langjarige artistieke partnerschap met Sven-Åke Johansson (meerdere cd's als duo en in trio (met Joe Williamson) en optredens met de Swing Dance Band (later Night & Day) met Alexander von Schlippenbach en de bassist Jay Oliver). In zijn kwintet COWWS haalde hij naast Irène Schweizer Phil Wachsmann (viool), Stephan Wittwer (gitaar) en de wisselende bassisten Jay Oliver, Arjen Gorter en Barre Phillips. Bovendien formeerde hij in 1991 het Canvas Trio met Zingaro en Joëlle Léandre.
Van 1988 tot 1992 organiseerde hij, nu met zijn levensgezellin en galeriehoudster Bärbel Grässlin uit Frankfurt am Main, de muziek in het Porticus. Vanaf 1994 was hij de leider van het F.I.M. Orchester in Frankfurt (o.a. met F.I.M.-initiatiefnemer Alfred Harth). Bovendien werkte hij met Markus en Albert Oehlen en Martin Kippenberger. Daarna werkte hij in duet met Burkard Kunkel en in het trio Blank met Oliver Augst en Christoph Korn, met wie hij ook het pol-festival organiseerde en hoorspelen produceerde. In zijn composities verwerkt hij invloeden van de minimalistische muziek en gebruikt hij steeds weer samples.

## Hoorspelen
- Otium, naar het gelijknamige artiestenboek van Franz West, van Oliver Augst, met Rüdiger Carl en Heimo Zobernig, ORF 2017. In 2018 verschenen als lp bij Koenig Books London. Hrsg. van Astrid Ihle. Tekst van Benedikt Ledebur. Concept en vormgeving: Heimo Zobernig. Schuber met een plaat in hoes & 2 booklets (12 S. & 32 S.) – Tekst in Duits & Engels
- Kippenberger Hören (Augst/Carl), RBB/DLR 2008 (met Sven-Åke Johansson)
- OBEN - Beltz Remixed van Oliver Augst en Rüdiger Carl, Badly Organized Label, Mille Plateaux.